# Lars Winnerbäck
Lars Winnerbäck (Stockholm, 19 oktober 1975) is een Zweedse popzanger en songwriter. 

## Privéleven
Winnerbäck is gehuwd met de Noorse actrice Agnes Kittelsen. Ze hebben samen een dochter geboren in 2019.